# Soquel (Kalifornija)
Soquel je naseljeno područje za statističke svrhe u američkoj saveznoj državi Kalifornija. Prema popisu stanovništva iz 2010. u njemu je živjelo 9.644 stanovnika.